# Paradyz
Paradyz (z fr. paradis – raj) albo jaskółka – dawniej w teatrze najwyższa kondygnacja, galeria dla pośledniejszej publiczności. W dawniejszej polszczyźnie nazywana też raikiem.
Najwyżej położona część widowni teatralnej, na którą wydawano najtańsze bilety wstępu. Z paradyżu widoczność sceny jest najgorsza ponieważ widz spogląda na nią pod najwyższym kątem. Dawniej oglądanie przedstawień z kondygnacji paradyżu było dodatkowo uciążliwe ze względu na wysoką temperaturę powietrza powodowaną przez oświetlenie świecowe lub gazowe widowni. Nazwę "paradyż" odnoszono również do zasiadającej tam publiczności, którą stanowili najczęściej ubodzy studenci, gawiedź, niezamożne drobnomieszczaństwo. Charakteryzowało ich często nieskrępowane i głośne zachowanie, zwykle budzące oburzenie zamożniejszej i wybredniejszej części widowni.